# 中村悠平
中村 悠平（なかむら ゆうへい、1990年6月17日 - ）は、福井県大野市出身のプロ野球選手（捕手）。右投右打。東京ヤクルトスワローズ所属。
ヤクルトでは正捕手として3度のリーグ優勝、1度の日本シリーズ優勝、日本代表では1度のワールド・ベースボール・クラシック（WBC）優勝に貢献。2023年のWBCでは、正捕手として日本代表に貢献した。
エイベックス・スポーツとマネジメント契約を結んでいる。
弟は横浜DeNAベイスターズの打撃投手兼デスクの中村辰哉。

## 経歴

### プロ入り前
小学5年生の時に友人から誘われ、野球を始める。最初の守備位置は左翼手で、その後内野も一通り経験し、小5の夏から捕手になった。中学3年時に県選抜チームの「福井クラブ」で第22回全日本少年軟式野球大会に出場した。
福井県立福井商業高等学校では、強肩強打を武器に1年秋から正捕手となり、2年連続の夏の甲子園出場に貢献した。2007年夏の甲子園は初戦敗退。翌2008年夏の甲子園では初戦で酒田南を破り2回戦に進出したものの、橋本到を擁する仙台育英に惜敗し、ベスト16入りはならなかった。
2008年度ドラフト会議で東京ヤクルトスワローズの3巡目指名を受け、契約金4500万円、年俸480万円（金額は推定）で入団した。背番号は52。福井商業高校からヤクルト及びその前身球団に入団した初の選手となった。その後中村は、契約金の一部から母校にピッチングマシンを贈っている。

### ヤクルト時代
2009年の春季キャンプは二軍スタートながら、2月21日の対起亜タイガース戦（練習試合）で逆転2点本塁打を打つ活躍をみせた。3月29日の対埼玉西武ライオンズ戦（オープン戦）で途中出場し、アレックス・グラマンと対戦して三振に倒れる。開幕も二軍で迎えたが試合では先発出場が多く、5月5日の対北海道日本ハムファイターズ戦（イースタン・リーグ）では星野八千穂から自身公式戦初の本塁打を打った。6月に故障で離脱するも、7月上旬に復帰。7月23日のフレッシュオールスターゲームでは6回表に登場して適時打を打つと、その裏から赤川克紀とバッテリーを組んで2回を無失点に抑える活躍を見せた。イースタン・リーグでは最終的に打率.301、2本塁打、22打点、2盗塁、守備率.991の好成績を残した。9月29日、負傷によって抹消された正捕手の相川亮二と入れ替わりで初昇格し、10月2日の対広島東洋カープ戦（明治神宮野球場）で7回裏に代走としてプロ初出場。10月6日の対横浜ベイスターズ戦（横浜スタジアム）では5回表に由規の代打でプロ初打席に立つと、その裏から一軍公式戦で初めて捕手として守備に就いて後続を無失点に抑え、高田繁監督や初バッテリーを組んだ松井光介から賞賛を受けた。最終的に安打は生まれなかったものの、守備に就いた3試合・合計10回2/3を無失点で切り抜け、チームも3試合共に逆転勝ちを収めている。10月12日の対読売ジャイアンツ戦（神宮）では、鈴木尚広の二盗を刺して初の盗塁阻止も記録した。
2010年は2年目ながら一軍春季キャンプに参加し、視察に訪れた古田敦也から好評価を得た。紅白戦では飯原誉士の二盗を阻止するなど、首脳陣から高評価を得ている。この年に台湾で開催された第17回IBAFインターコンチネンタルカップ日本代表に選ばれた。
2011年、第3捕手として一軍にいる期間が長くなり13試合に出場。イースタンでもチーム捕手最多の56試合に出場した。出場こそなかったが、クライマックスシリーズにも初めてベンチ入りを果たした。
2012年は、怪我により登録抹消された相川に代わり捕手を務めることが増え、6月29日の阪神タイガース戦ではプロ初本塁打を能見篤史から記録した。CSのマスクこそ譲るがこの年は出場数が相川を上回り、オフの11月6日には「侍ジャパンマッチ2012「日本代表 VS キューバ代表」」の日本代表が発表され代表入りするなど頭角を表した。
2013年は、相川がWBCに出場したことにより中村がオープン戦からマスクを被り続け、プロ入り初の開幕スタメンを迎える。8月13日の対中日ドラゴンズ戦（明治神宮野球場）でプロ初めてのサヨナラ適時打を打った。しかし、シーズン通しては前年に比べて成績を落とし、出場数も84試合と僅かに減少。正捕手の座を掴むことはできなかった。
2014年は開幕から打撃好調を維持し、監督推薦でオールスターゲームへの初出場も果たした。シーズン閉幕まで一度も離脱することなく、自己最多の99試合に出場、規定打席には届かなかったが.298と3割に迫る打率を記録した。
2015年は正捕手として定着し、2年連続でオールスターゲームにも出場。7月16日には、第1回WBSCプレミア12の日本代表第1次候補選手に選出されたことが発表された。9月15日のDeNA戦（明治神宮野球場）では1-1の同点で迎えた9回二死三塁の打席で岡島秀樹から自身2年ぶりとなるサヨナラ適時打を放った。打撃成績は前年より落ちたものの、過去最高の136試合に出場しチームの14年ぶりとなるリーグ優勝に大きく貢献した。また、ベストナインやゴールデングラブ賞、最優秀バッテリー賞も初めて受賞した。オフの10月9日に、第1回WBSCプレミア12の日本代表最終ロースター28名に選出されたことが発表された。
2016年、開幕前の2月15日に「侍ジャパン強化試合 日本 vs チャイニーズタイペイ」の日本代表26名に選出されたことが発表された。シーズンでは106試合出場で、打率.187に終わった。オフには球団から背番号「28」への変更を打診されるが、憧れている古田敦也と同じ「27」を自分の力で取れるようになりたいとの思いから固辞する。
2017年はファウルチップによる怪我の離脱もあったが、127試合に出場し打率.243、4本塁打、34打点を記録した。2018年からは選手会長に就任する。小川淳司監督から直々にキャプテンにも指名された。
2018年は、正捕手として123試合に出場したがシーズン終盤では井野卓との併用が増え、試合途中での交代も多くなった。2019年1月8日、3600万円増の年俸9000万円の3年契約で契約を更改した。
2019年は、126試合出場で打率.269と近年と比べて打撃成績が向上。一方、8月下旬から右肘に違和感を覚え、9月22日に出場登録を抹消された。シーズンオフの10月3日に右肘のクリーニング手術を受けた。
2020年、東北楽天ゴールデンイーグルスから移籍してきた嶋基宏らとの争いを制し、開幕前日に先発出場が発表されていたが、開幕日である6月19日の試合前練習で上半身を痛めスタメンを嶋に譲り、翌6月20日に出場登録を抹消された。その後復帰するも交錯したことにより負傷交代するなど不運が相次ぎ29試合の出場に終わった。
2021年は、「小さいことから自分を見つめ直す。挑戦したい」との思いから自ら背番号を2に変更した。キャンプ中に古田敦也から直々に指導を受けた。3月31日からは戦線離脱した青木宣親に代わり2番打者に定着するなど、攻守でチームに貢献した。4月15日の対DeNA戦で2年ぶりの本塁打を打った。7月16日のマイナビオールスターゲーム2021に監督推薦によって出場が決まると、第1戦で9回の無死一・二塁からオールスターゲームでは30年ぶりとなる犠打を決め（1991年第2戦の伊東勤以来）、全セに勝利を呼び込んだ。青木が復帰後も状態が戻らないこともありしばらく2番を担っていたが、青木が復調後はドミンゴ・サンタナ、ホセ・オスナの間に入る6番打者として出塁率リーグ9位の.360を記録するなど繋ぎの打撃で打線を牽引した。守備面ではキャンプ中臨時コーチを務めた古田敦也のアドバイスから新たな引出しを駆使した好リードを見せ、打者有利の本拠地でチーム防御率3位になった投手陣を支えるなど、攻守ともに優勝の大きな歯車になった。古田からは技術面の指導だけでなく「お前がその気になれ」という言葉をもらい、それも優勝への原動力となった。オリックス・バファローズとの日本シリーズではシリーズ通して打率.318を記録、守備面ではチーム防御率2.09と好調だった投手陣を支えるなど攻守に貢献し、日本シリーズMVPに選出された。シリーズ終了後には手記も寄せている。2018年オフに結んだ複数年契約が満了し、取得していたFA権を行使できるタイミングになったが、シーズン終了後のファン感謝デーで行使せずにヤクルトに残留することを表明した。2022年1月6日に、8000万円増となる推定年俸1億7000万円+出来高払いの3年契約で契約を更改し、背番号をかつて大矢明彦、古田敦也といった名捕手がつけ、古田の退団後は準永久欠番となっていた27に変更することが発表された。
2022年は3月に下半身の張りを訴え、開幕を二軍で迎えたが、5月1日に一軍に合流する。同月3日の阪神戦（甲子園球場）で先発出場に復帰し、開幕から白星のなかった小川泰弘の完封勝利をリードした。同月8日の東京ドームの巨人戦では1点ビハインドの9回表に一死走者無しから代打で登場し、抑えの大勢から今シーズン初安打となる二塁打を放つ。その後チームは山崎晃大朗の適時打で逆転勝利。6月22日の対中日戦（バンテリンドーム ナゴヤ）では1回二死満塁の打席で3点適時二塁打、7回二死一・二塁の打席で2点適時二塁打を放ち、自己最多の1試合5打点を記録した。同月24日の対巨人戦（明治神宮野球場）では菅野智之から初回にシーズン初本塁打となる3点本塁打を放つ。3回にも同じく菅野から2点本塁打を放ち、2打席連続本塁打を達成した。7月3日の対DeNA戦でも1試合2本の本塁打を記録した。8月30日の対巨人戦（京セラドーム大阪）では延長11回二死一・二塁の打席で今村信貴から決勝2点適時三塁打を放つなど、チームの2年連続優勝に貢献した。シーズン通算では86試合に出場、打率.263、5本塁打、28打点。守備面では守備率10割、盗塁阻止率.364の成績で2年連続3度目のベストナインとゴールデングラブ賞を受賞した。オフの11月22日の契約更改では3年契約2年目で現状維持の推定年俸1億7000万円プラス出来高払いで契約を更改した。
2023年、高橋奎二や山田哲人、村上宗隆と共に第5回WBC日本代表に選出され、正捕手として大会優勝に貢献。決勝戦では大谷翔平とバッテリーを組み世界一の瞬間を経験した。シーズンでは4月19日までは打率.128と苦しんでいたが、同月20日の対中日戦（明治神宮野球場）で延長10回の守備から途中出場。2-2の同点で迎えた延長11回一死二塁の打席で山本拓実からサヨナラ適時打を放った。5月11日に体調不良のため、特例2023で出場選手登録を抹消。同月18日に一軍に復帰すると、7月15日の対巨人戦（明治神宮野球場）で1-1の同点で迎えた4回一死二・三塁の打席で井上温大から決勝スクイズ、翌16日の対巨人戦（明治神宮野球場）では1点を追う4回一死一・三塁の打席でヨアンダー・メンデスから逆転3点本塁打を放ち、2試合連続でお立ち台に上がった。シーズン通算では106試合に出場、打率.226、4本塁打、33打点という成績であった。オフの11月28日の契約更改では3年契約の最終年で現状維持の推定年俸1億7000万円で契約を更改した。
2024年、開幕戦となった3月29日の中日戦でファウルフライを落球し、2021年5月19日の阪神戦から続いていた連続守備機会無失策が1897でストップしたが、プロ野球新記録となった。6月11日に上半身のコンディション不良、8月7日に下半身のコンディション不良で2度の出場選手登録抹消があり、松本直樹らとの併用での出場となった。オフには、推定年俸1億5000万円プラス出来高払いで新たに3年契約を締結し「生涯スワローズ」を宣言した。また、「捕手の連続守備機会無失策」での新記録を達成したことで連盟特別表彰を受賞した。
2025年、この歳に同姓の中村優斗が入団したため、報道やスコアボード上の表記が「中村悠」に変更された。また、こどもの日企画等でスコアボード表記がひらがなになる場合は、「なかむらゆ」では区別がつかないことから、阪神甲子園球場での表記は「なかむらへ」、横浜スタジアムでの表記は「なかむら ゆうへい」となった。

## 選手としての特徴

### 守備
強気なリードと強肩が武器。高校時代は捕球してから投げるまでのタイムは1.78秒、遠投110mを記録している。

### 打撃
右方向への打撃を得意としており、勝負強さも誇る。

## 人物
湖池屋のスナック菓子・カラムーチョが好物なことから、ニックネームは「ムーチョ」。2015年にヤクルトの優勝の際には、湖池屋から大量にプレゼントしてもらった。ニックネームの由来としては、中村が食べているところをブルペン捕手の大塚淳に目撃されてからその名がついたという。しかし、中村は「カラムーチョは1番好きなわけではないんですよ」と語っている。中村曰く、「1番好きなのは (カルビー) の『堅あげポテト』かな？ブラックペッパー味が好き」とのことである。Twitter上で「ムーチョ」がトレンド入りするなど、ファンからも親しまれている。
真面目な性格で、中学時代には生徒会長を務めていた。優しい性格に見られ厳しいこともあまり口にするタイプではなかったが、チームを引っ張る立場になってからは心を鬼にし厳しいことも口にするようになった。
高い身体能力を持っており、スポーツ用品メーカーが高校球児を対象に行っている体力測定では過去数人しか記録していない最高レベルを記録したことがある。
ミットはフィット感を重視し、他の捕手よりもサイズが小さめのZETTのものを使用している。若手時代に元捕手の小野公誠に借りたミットがベースとなっており、それにアレンジを加えてずっと使い続けている。
新人時代から憧れの選手にOBの古田敦也を挙げており、古田の投げ方を真似したこともある。2021年オフに古田がつけていた背番号27に変更が決まった際は直々に報告し、古田からエールが送られている。高校1年次から3年までの2年間、テレビ中継で谷繁元信や矢野燿大を参考に記録したリード研究用のノートはおよそ10冊を超えたという。プロ入り当時、ヤクルトの正捕手だった相川亮二からはレギュラーになる前から様々なアドバイスをもらい、影響を受けた捕手に挙げている。
ピッチャーに対して愛情を感じるリードをし、野球解説者の野村弘樹も投手目線から「あの表情や動きや雰囲気を見ていると安心して投げれる気がする」、「たとえ失点しても彼の場合はキャッチャーのせいにしたくなくなるタイプ」と語っている。
5歳年下の弟の中村辰哉も野球選手で、ポジションも悠平と同じく捕手。2018年と2019年にBCリーグ・福井ミラクルエレファンツに所属した。現在は横浜DeNAベイスターズの打撃投手兼デスクを務めている。
2014年に結婚、二児（長男と長女）の父。
2023年、福井県栄誉賞を受賞。9月20日、神宮球場に来場した杉本達治県知事から、賞状と記念の盾が贈られた。

## 詳細情報

### 年度別打撃成績
| 年 度      | 球 団      | 試 合 | 打 席 | 打 数 | 得 点 | 安 打 | 二 塁 打 | 三 塁 打 | 本 塁 打 | 塁 打 | 打 点 | 盗 塁 | 盗 塁 死 | 犠 打 | 犠 飛 | 四 球 | 敬 遠 | 死 球 | 三 振 | 併 殺 打 | 打 率 | 出 塁 率 | 長 打 率 | O P S |
| ---------- | ---------- | ----- | ----- | ----- | ----- | ----- | -------- | -------- | -------- | ----- | ----- | ----- | -------- | ----- | ----- | ----- | ----- | ----- | ----- | -------- | ----- | -------- | -------- | ----- |
| 2009       | ヤクルト   | 5     | 5     | 4     | 1     | 0     | 0        | 0        | 0        | 0     | 0     | 0     | 0        | 0     | 0     | 0     | 0     | 1     | 0     | 0        | .000  | .200     | .000     | .200  |
| 2010       | ヤクルト   | 3     | 6     | 6     | 1     | 2     | 1        | 0        | 0        | 3     | 1     | 0     | 0        | 0     | 0     | 0     | 0     | 0     | 4     | 0        | .333  | .333     | .500     | .833  |
| 2011       | ヤクルト   | 13    | 6     | 6     | 1     | 2     | 0        | 0        | 0        | 2     | 0     | 0     | 0        | 0     | 0     | 0     | 0     | 0     | 0     | 0        | .333  | .333     | .333     | .667  |
| 2012       | ヤクルト   | 91    | 249   | 209   | 19    | 53    | 5        | 0        | 1        | 61    | 15    | 1     | 1        | 8     | 2     | 28    | 4     | 2     | 31    | 10       | .254  | .344     | .292     | .636  |
| 2013       | ヤクルト   | 84    | 286   | 239   | 17    | 56    | 5        | 2        | 4        | 77    | 24    | 1     | 1        | 12    | 2     | 30    | 2     | 3     | 37    | 8        | .234  | .325     | .322     | .647  |
| 2014       | ヤクルト   | 99    | 365   | 325   | 26    | 97    | 9        | 1        | 5        | 123   | 41    | 0     | 0        | 7     | 3     | 26    | 0     | 4     | 51    | 8        | .298  | .355     | .378     | .733  |
| 2015       | ヤクルト   | 136   | 502   | 442   | 36    | 102   | 14       | 0        | 2        | 122   | 33    | 3     | 2        | 14    | 2     | 40    | 1     | 4     | 80    | 9        | .231  | .299     | .276     | .575  |
| 2016       | ヤクルト   | 106   | 378   | 321   | 24    | 60    | 14       | 0        | 3        | 83    | 37    | 2     | 0        | 14    | 6     | 31    | 4     | 6     | 47    | 9        | .187  | .266     | .259     | .525  |
| 2017       | ヤクルト   | 127   | 486   | 419   | 42    | 102   | 14       | 4        | 4        | 136   | 34    | 2     | 1        | 11    | 4     | 42    | 0     | 10    | 65    | 14       | .243  | .324     | .325     | .649  |
| 2018       | ヤクルト   | 123   | 401   | 341   | 32    | 72    | 9        | 1        | 5        | 98    | 26    | 2     | 0        | 22    | 2     | 31    | 3     | 5     | 39    | 7        | .211  | .285     | .287     | .572  |
| 2019       | ヤクルト   | 126   | 450   | 372   | 42    | 100   | 24       | 2        | 5        | 143   | 36    | 1     | 4        | 13    | 2     | 53    | 3     | 10    | 64    | 11       | .269  | .373     | .384     | .757  |
| 2020       | ヤクルト   | 29    | 92    | 80    | 10    | 14    | 2        | 0        | 0        | 16    | 3     | 0     | 1        | 2     | 1     | 9     | 0     | 0     | 14    | 2        | .175  | .256     | .200     | .456  |
| 2021       | ヤクルト   | 123   | 445   | 377   | 47    | 105   | 24       | 0        | 2        | 135   | 36    | 0     | 3        | 14    | 4     | 46    | 0     | 4     | 66    | 10       | .279  | .360     | .358     | .718  |
| 2022       | ヤクルト   | 86    | 307   | 266   | 23    | 70    | 9        | 1        | 5        | 96    | 28    | 0     | 0        | 8     | 3     | 26    | 0     | 4     | 36    | 10       | .263  | .334     | .361     | .695  |
| 2023       | ヤクルト   | 106   | 376   | 310   | 24    | 70    | 14       | 0        | 4        | 96    | 33    | 0     | 1        | 21    | 4     | 33    | 0     | 8     | 59    | 6        | .226  | .313     | .310     | .622  |
| 2024       | ヤクルト   | 96    | 353   | 291   | 16    | 69    | 9        | 0        | 0        | 78    | 23    | 0     | 0        | 26    | 2     | 30    | 5     | 4     | 54    | 7        | .237  | .315     | .268     | .583  |
| 通算：16年 | 通算：16年 | 1353  | 4707  | 4008  | 361   | 974   | 153      | 11       | 40       | 1269  | 370   | 12    | 14       | 172   | 37    | 425   | 22    | 65    | 647   | 111      | .243  | .323     | .317     | .640  |

- 2024年度シーズン終了時
- 各年度の太字はリーグ最高

### WBSCプレミア12での打撃成績
| 年 度 | 代 表 | 試 合 | 打 席 | 打 数 | 得 点 | 安 打 | 二 塁 打 | 三 塁 打 | 本 塁 打 | 塁 打 | 打 点 | 盗 塁 | 盗 塁 死 | 犠 打 | 犠 飛 | 四 球 | 敬 遠 | 死 球 | 三 振 | 併 殺 打 | 打 率 | 出 塁 率 | 長 打 率 | O P S |
| ----- | ----- | ----- | ----- | ----- | ----- | ----- | -------- | -------- | -------- | ----- | ----- | ----- | -------- | ----- | ----- | ----- | ----- | ----- | ----- | -------- | ----- | -------- | -------- | ----- |
| 2015  | 日本  | 3     | 2     | 1     | 1     | 0     | 0        | 0        | 0        | 0     | 0     | 0     | 0        | 0     | 0     | 0     | 0     | 1     | 0     | 0        | .000  | .500     | .000     | .500  |

### WBCでの打撃成績
| 年 度 | 代 表 | 試 合 | 打 席 | 打 数 | 得 点 | 安 打 | 二 塁 打 | 三 塁 打 | 本 塁 打 | 塁 打 | 打 点 | 盗 塁 | 盗 塁 死 | 犠 打 | 犠 飛 | 四 球 | 敬 遠 | 死 球 | 三 振 | 併 殺 打 | 打 率 | 出 塁 率 | 長 打 率 | O P S |
| ----- | ----- | ----- | ----- | ----- | ----- | ----- | -------- | -------- | -------- | ----- | ----- | ----- | -------- | ----- | ----- | ----- | ----- | ----- | ----- | -------- | ----- | -------- | -------- | ----- |
| 2023  | 日本  | 5     | 12    | 7     | 3     | 3     | 2        | 0        | 0        | 5     | 1     | 0     | 0        | 1     | 0     | 4     | 0     | 0     | 1     | 0        | .429  | .636     | .714     | 1.351 |

- 太字は大会最高

### 年度別守備成績
| 年 度 | 球 団    | 捕手  | 捕手  | 捕手  | 捕手  | 捕手  | 捕手     | 捕手  | 捕手     | 捕手     | 捕手     | 捕手     |
| 年 度 | 球 団    | 試 合 | 刺 殺 | 補 殺 | 失 策 | 併 殺 | 守 備 率 | 捕 逸 | 企 図 数 | 許 盗 塁 | 盗 塁 刺 | 阻 止 率 |
| ----- | -------- | ----- | ----- | ----- | ----- | ----- | -------- | ----- | -------- | -------- | -------- | -------- |
| 2009  | ヤクルト | 3     | 4     | 2     | 0     | 0     | 1.000    | 0     | 1        | 0        | 1        | 1.000    |
| 2010  | ヤクルト | 3     | 11    | 3     | 0     | 0     | 1.000    | 1     | 3        | 1        | 2        | .667     |
| 2011  | ヤクルト | 8     | 15    | 0     | 0     | 0     | 1.000    | 0     | 1        | 1        | 0        | .000     |
| 2012  | ヤクルト | 90    | 433   | 47    | 4     | 9     | .992     | 2     | 30       | 16       | 14       | .467     |
| 2013  | ヤクルト | 84    | 515   | 42    | 9     | 6     | .984     | 2     | 60       | 46       | 14       | .233     |
| 2014  | ヤクルト | 97    | 608   | 57    | 2     | 7     | .997     | 2     | 65       | 48       | 17       | .262     |
| 2015  | ヤクルト | 136   | 890   | 72    | 5     | 14    | .995     | 3     | 73       | 50       | 23       | .315     |
| 2016  | ヤクルト | 106   | 640   | 59    | 3     | 8     | .996     | 6     | 83       | 61       | 22       | .265     |
| 2017  | ヤクルト | 126   | 878   | 78    | 1     | 8     | .999     | 6     | 83       | 55       | 28       | .337     |
| 2018  | ヤクルト | 123   | 790   | 64    | 7     | 7     | .992     | 2     | 66       | 47       | 19       | .288     |
| 2019  | ヤクルト | 123   | 804   | 77    | 4     | 13    | .995     | 4     | 86       | 59       | 27       | .314     |
| 2020  | ヤクルト | 29    | 199   | 21    | 1     | 2     | .995     | 0     | 21       | 17       | 4        | .190     |
| 2021  | ヤクルト | 117   | 843   | 76    | 2     | 9     | .9978    | 2     | 55       | 41       | 14       | .255     |
| 2022  | ヤクルト | 80    | 502   | 62    | 0     | 9     | 1.000    | 1     | 55       | 35       | 20       | .364     |
| 2023  | ヤクルト | 104   | 633   | 68    | 0     | 6     | 1.000    | 4     | 59       | 35       | 24       | .407     |
| 2024  | ヤクルト | 94    | 622   | 69    | 2     | 10    | .997     | 4     | 45       | 24       | 21       | .467     |
| 通算  | 通算     | 1323  | 8387  | 797   | 40    | 108   | .996     | 39    | 786      | 536      | 250      | .318     |

- 2024年度シーズン終了時[注 2]
- 各年度の太字はリーグ最高
- 太字年はゴールデングラブ賞受賞年

### 表彰
- ベストナイン：3回（捕手部門：2015年[21]、2021年[97]、2022年[60]）
- ゴールデングラブ賞：3回（捕手部門：2015年[22]、2021年[98]、2022年[53]）
- 日本シリーズMVP：1回（2021年）
- 最優秀バッテリー賞：1回（2015年 投手：石川雅規[23]）
- 月間サヨナラ賞：1回（2015年9月）

### 記録
初記録
- 初出場：2009年10月2日、対広島東洋カープ24回戦（明治神宮野球場）、7回裏に畠山和洋の代走で出場
- 初打席：2009年10月6日、対横浜ベイスターズ23回戦（横浜スタジアム）、5回表に桑原謙太朗から遊撃ゴロ
- 初先発出場：2010年4月14日、対広島東洋カープ5回戦（MAZDA Zoom-Zoom スタジアム広島）、「8番・捕手」で先発出場
- 初安打・初打点：同上、2回表に齊藤悠葵から中前適時打
- 初本塁打：2012年6月29日、対阪神タイガース6回戦（明治神宮野球場）、5回裏に能見篤史から左越ソロ
- 初盗塁：2013年5月18日、対千葉ロッテマリーンズ2回戦（明治神宮野球場）、5回裏に二盗（投手：成瀬善久、捕手：金澤岳）

節目の記録
- 1000試合出場：2021年6月23日、対広島東洋カープ9回戦（MAZDA Zoom-Zoom スタジアム広島）、「6番・捕手」で先発出場 ※史上512人目[99]

その他の記録
- 捕手2年連続シーズン無失策：2022年 - 2023年 ※規定到達者では史上3人目、セ・リーグ史上初[100]
- 捕手1897守備機会連続無失策：2021年5月19日 - 2024年3月29日 ※史上最長（2024年度シーズン終了時）[68][101]
- オールスターゲーム出場：7回（2014年、2015年、2016年、2018年、2019年、2021年、2022年）

### 背番号
- 52（2009年[9] - 2020年、2015年WBSC）
- 2（2021年[37]、2010年IBAF）
- 27（2022年[51] - 、2023年WBC）

### 登場曲
- 「Lotta Love」m-flo loves MINMI（2010年）
- 「何かひとつ」JAMOSA Feat. JAY'ED & 若旦那（2011年）
- 「Solo」Iyaz（2012年）
- 「恋してムーチョ」TUBE（2013年 - 2014年、2015年奇数打席、その後不定期）
- 「Scream」Usher（2013年）
- 「ルパン・ザ・ファイヤー」SEAMO（2015年偶数打席）
- 「ありがとう」SMAP（2016年）
- 「虹」AAA（2017年）
- 「Yell」AAA（2017年）
- 「やってみよう」WANIMA（2018年）
- 「輝きだして走ってく」サンボマスター（2019年）
- 「飛行艇」King Gnu（2020年）
- 「Butter」BTS（2021年）
- 「夜に駆ける」YOASOBI（2021年 - 2023年）
- 「もう少しだけ」YOASOBI（2021年 - 2022年）
- 「青と夏」Mrs. GREEN APPLE（2021年-2023年）
- 「ツバメ」YOASOBI（2022年）
- 「Dear My Friend」Every Little Thing（2022年）
- 「私は最強」ado（2023年）
- 「怪獣の花唄」Vaundy（2023年）
- 「Bling-Bang-Bang-Born」Creepy Nuts（2024年）
- 「ライラック」Mrs. GREEN APPLE（2025年 - ）

### 代表歴
- 第17回IBAFインターコンチネンタルカップ日本代表
- 2015 WBSCプレミア12 日本代表
- 2023 ワールド・ベースボール・クラシック日本代表

## 著書
- 証言 WBC2023 侍ジャパン激闘の舞台裏（2023年5月26日、宝島社、ISBN 978-4299043290） - 白井一幸、近藤健介、城石憲之らとの共著[102]